# Monodiamesa prolilobata
Monodiamesa prolilobata är en tvåvingeart som beskrevs av Ole Anton Saether 1973. Monodiamesa prolilobata ingår i släktet Monodiamesa och familjen fjädermyggor.
Artens utbredningsområde är British Columbia. Inga underarter finns listade i Catalogue of Life.